# Чистый понедельник (рассказ)
«Чистый понедельник» — рассказ Ивана Алексеевича Бунина, написанный 12 мая 1944 года и опубликованный в 1945 году в «Новом журнале» (Нью-Йорк, 1945, № 10). Входит в сборник «Тёмные аллеи». Особое место данного рассказа в этом цикле обусловлено, по мнению исследователей, его культурно-историческим и философско-православным контекстом. Автор отмечал: «Благодарю Бога, что Он дал мне возможность написать „Чистый понедельник“».
В Русской православной церкви чистый понедельник — неканоническое название первого дня Великого поста.

## Содержание
Рассказ посвящён теме любви. Любовь и смерть — две главные темы в творчестве И. А. Бунина.
Писатель говорил, что в своих рассказах он стремился изобразить «тёмные аллеи любви». Именно таким неосвещенным, загадочным, таинственным и непонятным проявлениям любви посвящён рассказ «Чистый понедельник», который писатель на склоне лет считал лучшим из написанного им.
Повествование ведётся от первого лица, мы узнаем историю о том, как он — состоятельный мужчина, случайно познакомился с молодой, не бедной девушкой. Они проводят вместе много времени, посещают театры, концерты, рестораны. Кажется, что чувства героев взаимны, но сердце героини трепещет от пения церковного хора и посещения кремлевских соборов, поэтому она исключает возможность замужества, держит своего героя в мучительном ожидании близости, а после их первой любовной ночи (ночи Чистого понедельника) уходит в монастырь и навсегда покидает его.
Впоследствии Бунин добавил рассказ в сборник «Темные аллеи», в который вошли тексты, по словам самого писателя, — о любви, о её «темных», мрачных и жестоких аллеях.
В рассказе «Чистый понедельник» Бунину удалось не только передать сильное чувство, создать прекрасную историю о любви, но и приблизить читателя во время своей юности, передать реалии предреволюционного времени и города, напряженную атмосферу Москвы перед революцией.